# 光裸長眼寄居蟹
光裸長眼寄居蟹（学名：Paguristes seminudus）为活額寄居蟹科長眼寄居蟹屬下的一个种。